# ウィリアム・ビービ
ウィリアム・ビービ（William Beebe、1877年7月29日 - 1962年6月4日 ）は、アメリカの自然主義者、鳥類学者、海洋生物学者、昆虫学者、探検家、そして作家であった。彼は数多くの遠征、潜水球での深い潜水、そして学術的および人気のある彼の多作な論文で知られている。